# Carl Björck
Carl Henrik Björck, född 26 mars 1844 i Domkyrkoförsamlingen, Göteborg, död 1 april 1912 i Stockholm (kyrkobokförd i Falkenberg), var en svensk läkare och riksdagspolitiker.
Björck var son till biskop Gustaf Daniel Björck. Han var provinsialläkare i Falkenberg 1879–1904. Han var även politiker och ledamot i riksdagens andra kammare 1897–1902 samt i första kammaren 1905–1911. Han var protektionistisk lantmannapartist med moderat-konservativ åskådning och var anhängare av den graderade röstskalan. Han var ledamot av tillfälliga utskottet. Riddare av Nordstjärneorden 1896.
Björck var även ledamot av kyrkomötet 1898, 1903, 1908 samt deltog i tre landstingsmöten.

### Fotnoter
1. 1 2  Göteborgs Gustavi eller Domkyrkoförsamlings kyrkoarkiv, Födelse- och dopböcker, SE/GLA/13180/C/7 (1837-1844), bildid: A0007180_00269, sida 531, födelse- och dopbok, läs onlineläs online, läst: 25 mars 2022.[källa från Wikidata]
2. 1 2 3 4 5 6 7 8 9 10 11 12  Tvåkammar-riksdagen 1867–1970, vol. 2, 1985, s. 373, Svenskt porträttarkiv: sj9PGLAlnmUAAAAAABfnqA, läst: 23 januari 2022.[källa från Wikidata]
3. 1 2 3  Albin Hildebrand, Svenskt porträttgalleri : XIII. Läkarekåren, 1911, s. 50, läs onlineläs online, läst: 25 mars 2022.[källa från Wikidata]
4. ↑  Svenskt Porträttarkiv, Svenskt porträttarkiv: sj9PGLAlnmUAAAAAABfnqA, läs online och läs online.[källa från Wikidata]
5. ↑  Sveriges dödbok 1901–2013
6. ↑  Hallands historia, Rosén, Weibull, Pettersson & Restad, del II s. 800.
7. ↑  Carl Björck i Svensk rikskalender 1908